# Wilton, New Hampshire
Wilton är en kommun (town) i Hillsborough County i delstaten New Hampshire i USA med 3 677 invånare (2010). 

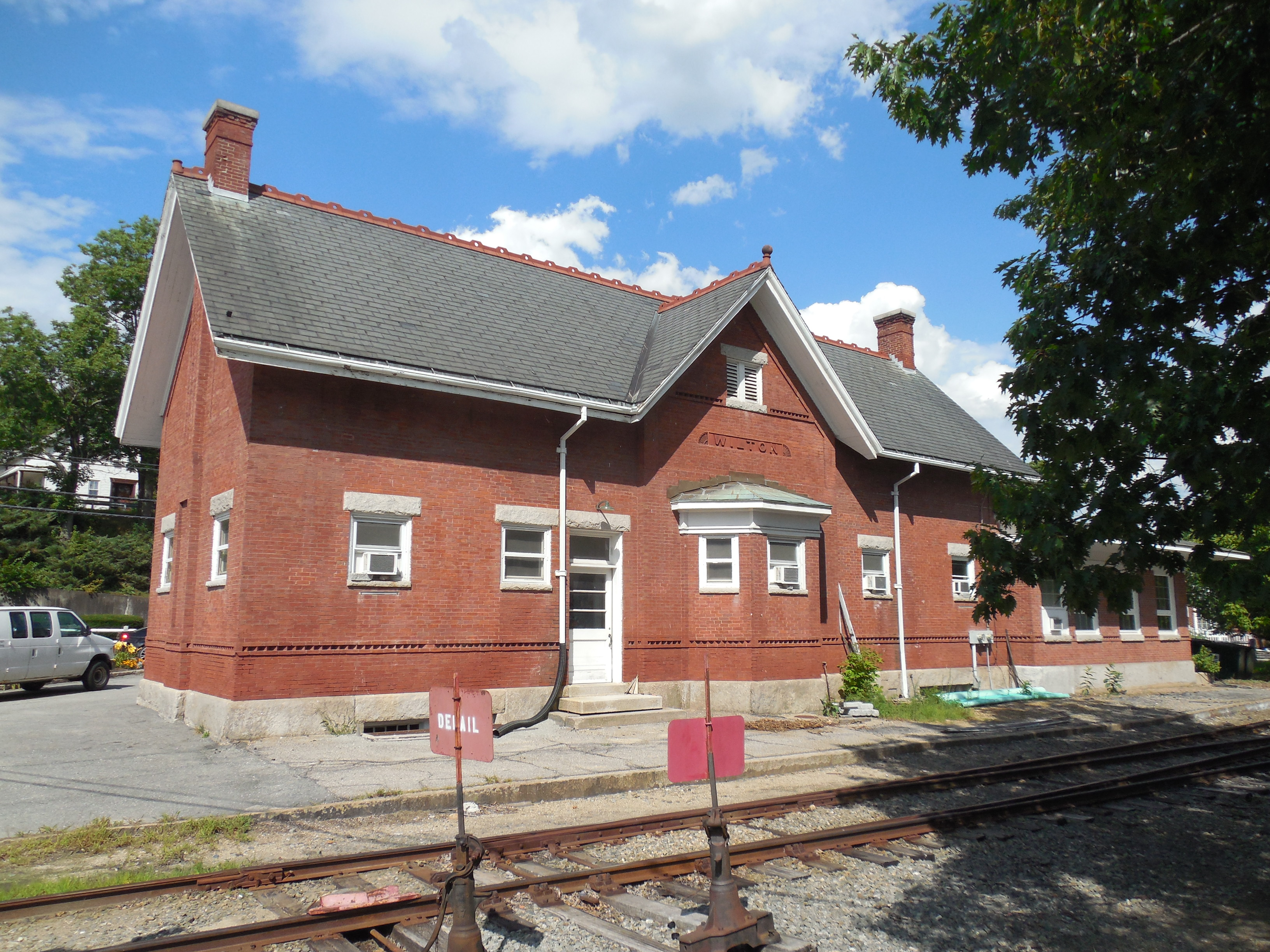